# Michael Allaby
John Michael Allaby, né le 18 septembre 1933 à Belper, Derbyshire en Angleterre et mort en mai 2025, est un écrivain et acteur britannique, qui obtient le prix Aventis Junior pour ses écrits de vulgarisation scientifique.

## Biographie
Michael Allaby est cadet de la police de 1949 à 1951. Puis il sert dans la Royal Air Force de 1951 à 1954, devenant un pilote chevronné. Il devient ensuite acteur, de 1954 à 1964. Il épouse Marthe McGregor le 3 janvier 1957.
De 1964 à 1972, il travaille comme éditeur pour la Soil Association à Suffolk ; il édite le magazine Span de 1967 à 1972. Il est aussi membre du conseil éditorial de Ecosystems Ltd. à Wadebridge, et est directeur associé de l'Ecologist de 1970 to 1972. Il devient directeur de la rédaction en 1972. En 1973, il devient écrivain en indépendant.
Allaby écrit de nombreux ouvrages de vulgarisation scientifique, en particulier dans le domaine de l'écologie et du climat. Il édité aussi des dictionnaires et encyclopédies pour les éditions Macmillan Publishers et pour Oxford University Press. Son livre The Food Chain reçoit le prix Times Educational Supplement Information Book en 1984 pour ses qualités pédagogiques.
La New York Public Library choisi son livre Dangerous Weather: Hurricanes comme la référence pour les adolescents en 1998. Il reçoit l'Aventis Junior Prize for Science Books en 2001 pour How the Weather Works. Il est membre de la Society for the History of Natural History, de la Planetary Society, de la Society of Authors, de la New York Academy of Sciences, et de l'Association of British Science Writers.
Michael Allaby meurt en mai 2025,,.